# سحلية لبنان
سحليَّة لبنان واسمها العلمي السِحْليَّة الفينيقيَّة المَلساء (الاسم العلمي: Phoenicolacerta laevis) هي نوع من السحالي الذي ينتمي لعائلة السحالي الحقيقية. يتواجد هذا النوع من السحالي في قبرص وفلسطين والأردن ولبنان وسوريا وتركيا. الموائل الطبيعية لهذه السحالي هي غابات المناخ المعتدل، وامكنة الغطاء الشجيري النباتي من النوع الشبيه بالغطاء الشجيري النباتي الخاص بالبحر الأبيض المتوسط، والمناطق الصخرية، الأراضي الصالحة للزراعة، المراعي، المزارع الواسعة، والحدائق الريفية. مهدد هذا النوع من السحالي بفقدان الموائل التي يعيش بها.